# Dani Cancela
Daniel Cancela Rodríguez (La Coruña, España, 23 de septiembre de 1981), deportivamente conocido como Dani Cancela, es un ex-futbolista español nacionalizado hongkonés. Jugaba como defensor y puso fin a su carrera en agosto de 2022.

## Trayectoria
Dani Cancela es un jugador formado en la cantera del Real Club Deportivo Fabril en el que jugó desde 2000 a 2006. Más tarde, jugaría dos temporadas en el Club de Fútbol Fuenlabrada y otras dos en el CD Lugo en Segunda División B.
En 2010 estaba a punto de cumplir los 29 años y tras una prueba frustrada en Suecia, una puerta se abrió en Hong Kong en el Kitchee SC con el que ganaría 6 ligas y en verano de 2019, a sus casi 38 renovaría por dos temporadas.
En agosto de 2022, pone fin a su carrera como jugador, después de doce temporadas defendiendo la camiseta del Kitchee SC.

## Internacional
Es internacional por la Selección de fútbol de Hong Kong con el que disputaría la clasificación de la Copa Asia.
| Selección | Año   | Partidos | Goles |
| --------- | ----- | -------- | ----- |
| Hong Kong | 2017  | 4        | 0     |
| Hong Kong | 2018  | 6        | 0     |
| Hong Kong | 2019  | 5        | 0     |
| Total     | Total | 15       | 0     |

## Clubes
| Club        | País      | Año         | Partidos | Goles |
| ----------- | --------- | ----------- | -------- | ----- |
| Deportivo B | España    | 2000-2004   | ¿?       | ¿?    |
| Scd Malpica | España    | 2004 - 2005 | ¿?       | ¿?    |
| Deportivo B | España    | 2005 - 2006 | 33       | 3     |
| Fuenlabrada | España    | 2006 - 2008 | 61       | 0     |
| CD Lugo     | España    | 2008 - 2010 | 39       | 1     |
| Kitchee SC  | Hong Kong | 2010 - 2022 | 232      | 6     |

## Palmarés

### Campeonatos nacionales
| Título | Club       | País      | Año  |
| ------ | ---------- | --------- | ---- |
| Liga   | Kitchee SC | Hong Kong | 2011 |
| Liga   | Kitchee SC | Hong Kong | 2012 |
| Liga   | Kitchee SC | Hong Kong | 2015 |
| Liga   | Kitchee SC | Hong Kong | 2017 |
| Liga   | Kitchee SC | Hong Kong | 2018 |